# Metrominuto

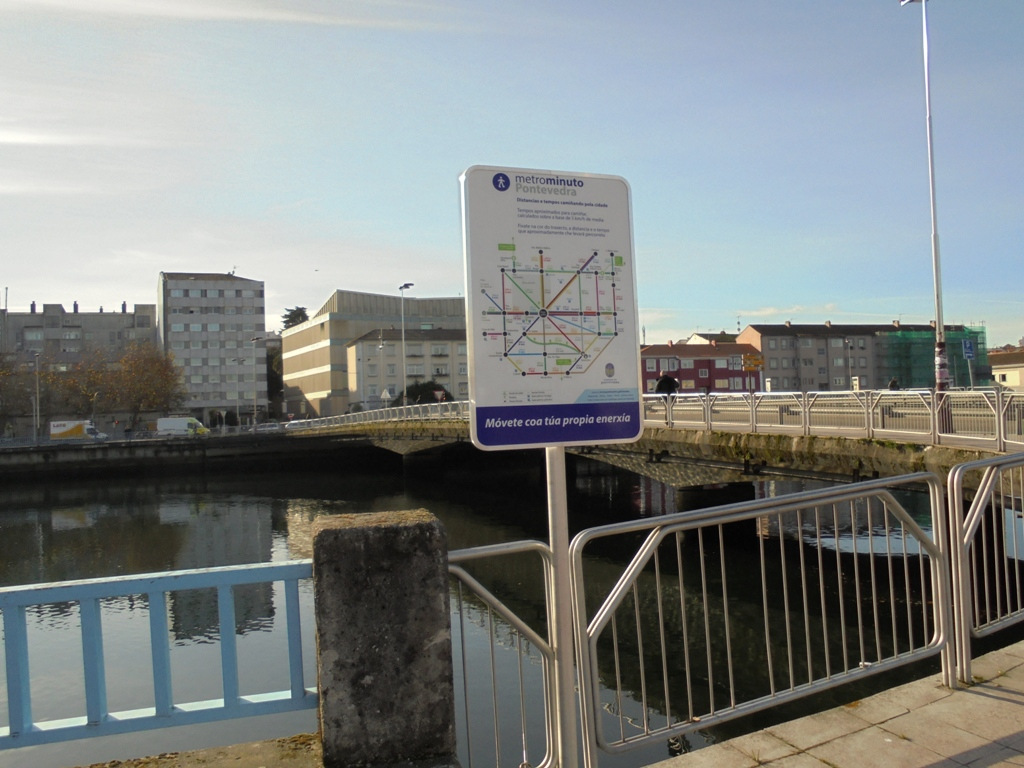
Panneau Metrominuto à Pontevedra, ville où il a été créé.

Le Metrominuto est une carte piétonne schématique basée sur l'esthétique des plans des lignes du métro, marquant les distances entre les points les plus importants d'une ville et le temps qu'une personne moyenne prendrait pour les parcourir. Il a été conçu à Pontevedra (Espagne) pour encourager les citoyens à se déplacer à pied,,,.

## Historique
Le Metrominuto a été créé en 2011 à Pontevedra par la municipalité de la ville, dans le but d'expliquer le temps nécessaire pour se rendre à pied d'un point de la ville à un autre d'une manière simple et facile à lire, dans le cadre d'une stratégie globale d'encouragement de la piétonnisation de la ville,.
Depuis sa création, la municipalité pontevedrienne a distribué le Metrominuto sous forme de plan poche, l'a mis dans les transports publics, l'a installé comme panneau d'information partout dans la ville, l'a développé comme une application mobile gratuite et l'a promu à l'aide de slogans tels que Déplacez-vous avec votre propre énergie ou Vous vivez mieux à pied,,,. En mai 2020 la ville a créé un Metrominuto spécifique pour le quartier Monte Porreiro.

## Reconnaissance
Le Metrominuto et la transformation urbaine de Pontevedra en une ville accueillante pour les piétons et accessible à tous ont remporté de nombreux prix espagnols et internationaux tels que le Prix Européen INTERMODES de la mobilité urbaine en 2013  et le prix 2014 des meilleures pratiques internationales pour le développement durable décerné par l'ONU, en partenariat avec la municipalité de Dubaï. 

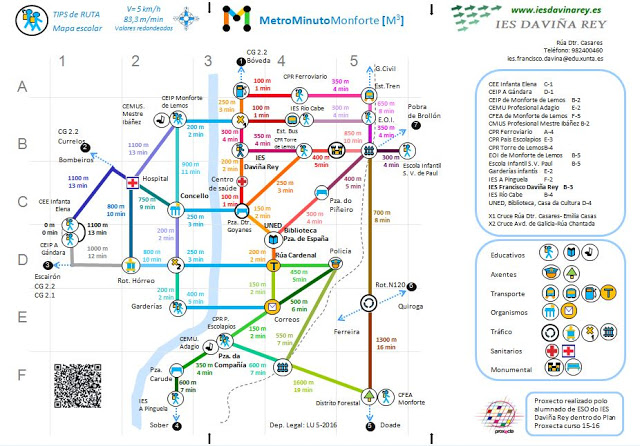
Le metrominuto de Monforte de Lemos.

## Influence du Metrominuto
Le Metrominuto a été introduit, dans sa propre configuration personnalisée, dans de nombreuses villes européennes telles que Toulouse en France, Florence, Ferrare, Modène et Cagliari en Italie, Poznań en Pologne, Belgorod en Russie, le quartier londonien Angel au Royaume-Uni et des villes espagnoles comme Saragosse, Séville, Cadix, Salamanque, Grenade, Jerez de la Frontera, La Corogne ou Pampelune,.